# 竹叶茅
竹叶茅（学名：Microstegium nudum），为禾本科莠竹属下的一个植物种。